# Брезовица (Тврдошин)
Брезовица (слч. Brezovica) насељено је мјесто са административним статусом сеоске општине (слч. obec) у округу Тврдошин, у Жилинском крају, Словачка Република.

## Становништво
| Година:    | 1994. | 2004.   | 2014.   | 2024.   |
| ---------- | ----- | ------- | ------- | ------- |
| Број људи: | 1220  | 1292    | 1322    | 1419    |
| Разлика:   |       | +5,90 % | +2,32 % | +7,33 % |

| Година:    | 2023. | 2024.   |
| ---------- | ----- | ------- |
| Број људи: | 1416  | 1419    |
| Разлика:   |       | +0,21 % |

Према подацима о броју становника из 2024. године насеље је имало 1419 становника.